# جووم بارابار جووم
جووم بارابار جووم (بالإنجليزية: Jhoom Barabar Jhoom)‏ هو فيلم بوليوودي صدر عام 2007 وهو من بطولة أبهيشيك باتشان، بريتي زينتا، بوبي ديول ولارا دوتا. وقام بالإخراج شاد علي بالإضافة إلى مشاركته في الإنتاج إلى جانب أديتيا شوبرا وياش شوبرا تحت راية شركة الإنتاج ياش راج فيلم التابعة للمخرج والمنتج الأسطورة ياش تشوبرا. الفيلم صدر في 15 يونيو حزيران 2007.

## نبذة عن الفيلم
يبدأ الفيلم في مشهد يتقابل فيه ريكي (أبهيشيك باتشان) مع ألفيرا (بريتي زينتا) في محطة القطار بمدينة لندن، بينما كلّل منهما في انتظار خطيبه، فيتم التعارف بينهما سريعًا، ليبدأ كل منهما في الحكاية للآخر كيف التقى شريك حياته القادم. يروي ريكي كيف تعرف بخطيبته في باريس، ليلة وفاة الأميرة ديانا، أما إلفيرا فتخبره أنها قابلت خطيبها المحامي أثناء زيارتها إلى أحد المتاحف، حيث أنقذها من الموت بعد سقوط تمثال سوبرمان عليها.
يقضي ريكي وألفيرا وقتًا لطيفًا في الحديث ثم يفترقان، فيتضح أن كلاًّ منهما كذب على الآخر، بحيث هو في الحقيقة ينتظر شريكه في العمل، بينما هي ستقابل مجموعة من أقاربها، فيدرك كلٌّ منهما أنه وقع في حب الآخر ليبدأ ما واحد منهما في التخطيط كيف سيلتقي الأخر، ثم يختارها كذبة أنها مرتبطان، قام كل واحد مها بشراء شخص يلعب دور الحبيب ليصير غيرة الأخر، وكانت النتيجة أن ريكي (أبهيشيك) اختار ليلا (لارا دوتا) وأعطاها اسم أنايدا ، وألفيرا اختارت ستيف (بوبي ديول). وكذا يبدأ كل واحد منهما في التنافس على من سيثير غيرة الآخر، وبالنهاية تكتشف الأمور.

## الممثلين
- بريتي زينتا : ألفيرا
- لارا دوتا : أنايدا
- أبهيشيك باتشان : ريكي
- بوبي ديول : ستيف'
- أميتاب باتشان : مغني متجول
- أميت شانا : شاهرايار